# 新歌舞伎座 (東京)
東京の新歌舞伎座（しんかぶきざ）とは、1929年（昭和4年）に東京の角筈（現新宿区新宿三丁目）に開場し、1960年（昭和35年）まで営業していた歌舞伎劇場。
この劇場を所有していた新歌舞伎座株式会社は1933年（昭和8年）、松竹系の松竹興行株式会社（会長・白井松次郎、社長・大谷竹次郎）に吸収合併された。

## 概要

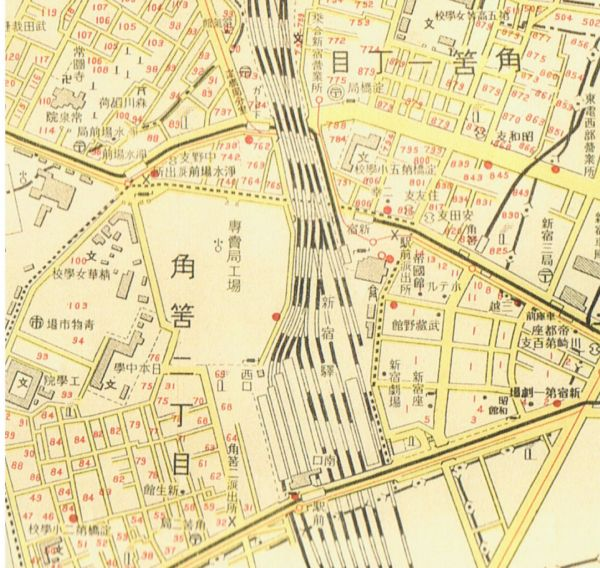
新宿駅を中心とした1937年（昭和12年）の地図。駅の東側（右側）の角筈町1丁目（現在の新宿3丁目）方面に、同館のほか昭和館、新宿劇場（第一次）、新宿座、武蔵野館等が密集している。

こけら落とし興行は初代中村吉右衛門一座。歌舞伎を興行の中心として、曾我廼家五郎一座・新派・新国劇などの公演を行っていたが、1933年（昭和8年）からは四代目片岡我當、三代目坂東志うかなどの「青年歌舞伎｣の常打ち劇場となり、インテリ層が比較的多かった山手の観客に支持された。
1934年（昭和9年）、内部を改造して「新宿第一劇場」と改称、青年歌舞伎に加え松竹少女歌劇団（SSK）の本拠になったが、SSKは1937年（昭和12年）に新築開場した浅草・国際劇場に移った。このため1938年（昭和13年）より映画館に転身。第二次世界大戦中の1942年（昭和17年）には戦時統制が敷かれ、日本におけるすべての映画が同年2月1日に設立された社団法人映画配給社の配給になり、すべての映画館が紅系・白系の2系統に組み入れられるが、同年発行の『映画年鑑 昭和十七年版』によれば、同館は「紅系」に指定されていた。その後1943年から演劇興行を再開するも、1947年再度映画館となる。
1958年（昭和33年）、「新宿松竹座」と改称して歌舞伎を中心とする劇場に戻り、1959年（昭和34年）「新宿第一劇場」に復名したが、1960年（昭和35年）閉鎖・廃座。
閉鎖後の敷地は三越の所有となり、長らく新宿三越の駐車場となった後、1991年（平成3年）に新宿三越南館が建ったが、その後1999年（平成11年）に全館を大塚家具に賃貸し現在に至る。

### データ

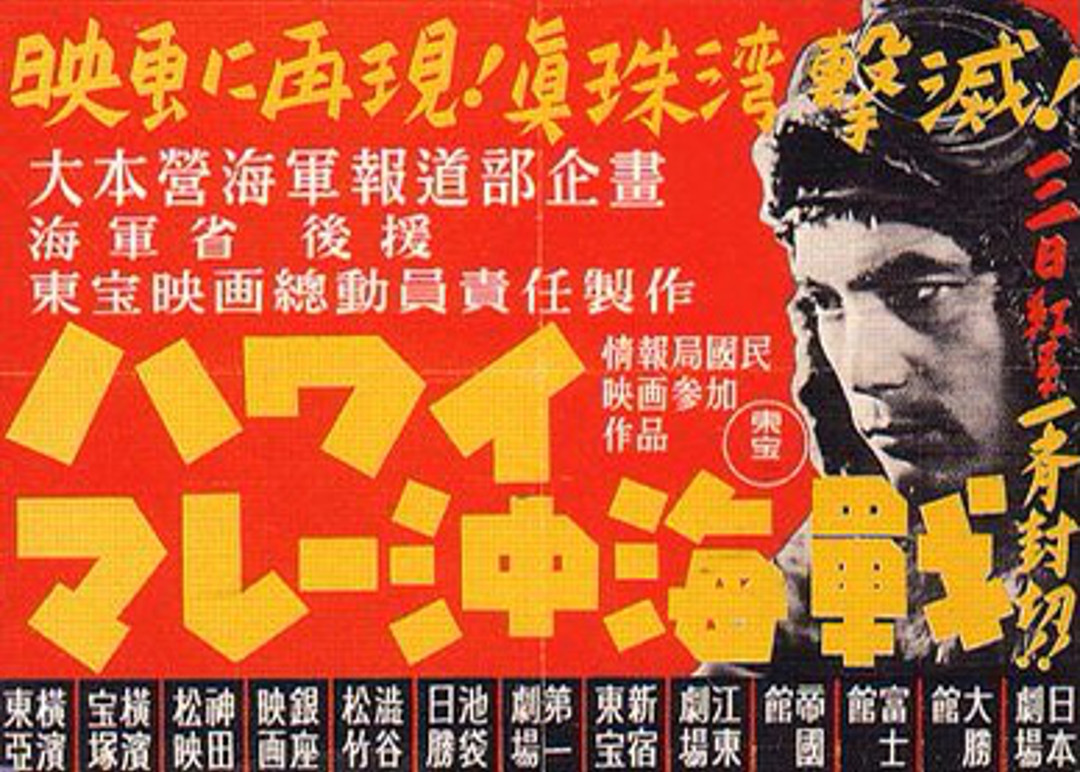
東宝映画が製作し1942年（昭和17年）12月3日に「紅系」で公開された『ハワイ・マレー沖海戦』（監督山本嘉次郎）のポスター。館名リスト中央に「第一劇場」の文字列が確認できる。

- 所在地：東京都淀橋区角筈町1丁目1番地（現在の新宿区新宿三丁目33-1、現況は大塚家具新宿ショールーム）
- 観客定員数：1,533人（1942年[5]）
- 支配人：後藤栄一（1942年時点[5]）

## 新宿歌舞伎座
なお、1924年（大正13年）に、四谷永住町（現在の四谷四丁目）に新築開場した大国座が、1929年（昭和4年）に椅子席に改装して「山手劇場」と改称されたが、これを松竹合名会社（のち松竹興業・松竹興行）が同年から1934年（昭和9年）まで賃借し、「新宿松竹座」と改称して洋画館・レビュー劇場として使用していたことがある。
松竹から新宿松竹座を返還された所有者はこれを元の名前である大国座に戻したが、この年上京した松尾國三が賃借して「新宿歌舞伎座」と改称、1937年（昭和12年）までの3年間経営した。松尾からの返還後「新宿シネマ」と改称して映画館となっていたが、1942年（昭和17年）に再び松竹が賃借、「新宿大劇場」と改称し、軽演劇・演芸の興行を始めた。1944年（昭和19年）に新宿松竹座に復名したが、1945年（昭和20年）の空襲で焼失した後は再建されなかった。敷地はその後野村総合研究所が長らく所在していたが、現在はソフトバンクIDCの本社ビルになっている。
同じ新宿界隈にあること、どちらも「新宿松竹座」を名乗ったことがあること、「新歌舞伎座」と「新宿歌舞伎座」と名称も紛らわしいものであることなどから、両劇場はしばしば混同されるので注意するべきである。
松竹の「新歌舞伎座」は1934年（昭和9年）6月の新国劇公演のあと7・8月を休場して内部を改装し、「新宿第一劇場」と改称してSSK公演を開始したのが8月31日で、松尾の直営初興行が同年10月であるから、「新宿歌舞伎座」という名称は「商売人」の松尾が新歌舞伎座の客を吸収しようと狙ってつけた可能性はある。